# The Clinic
The Clinic és un setmanari xilè, caracteritzat per barrejar sàtira i humor polític amb crítica social. Es va crear el 1998. El seu eslògan, Firme junto al pueblo, va ser copiat del desaparegut diari xilè Clarín, tancat després del cop d'estat de 1973.

## Història
The Clinic va néixer al novembre de 1998, creat per Patricio Fernández. Posteriorment s'uniria Pablo Dittborn com a soci. El seu nom es deu a la clínica The London Clinic —que porta el nom The Clinic en la seva façana— on va haver de romandre inicialment Augusto Pinochet en el seu arrest a Londres entre 1998 i 2000.
El 2005 era la revista amb major mitjana total de lectors en territori xilè. El maig de 2011 es va crear The Clinic Online, un portal de notícies i humor independent de la revista amb continguts i equip propis. Juan Andrés Guzmán va servir de director de la publicació entre 2005 i 2009. Actualment, el seu director general és Patricio Fernández Chadwick.
Del mateix equip periodístic ha estat la publicació quinzenal El Otro, publicada durant el segon semestre del 2005. S'alternava les setmanes amb The Clinic.

## Columnistes
Han col·laborat o col·laboren actualment amb la publicació, mitjançant columnes permanents, destacats periodistes, polítics i escriptors xilens, entre ells, Rafael Gumucio, Guillermo Hidalgo, Tania Tamayo, Andrea Lagos Claudio Bertoni, Nicanor Parra, Pedro Lemebel, Pamela Jiles, Vicente Undurraga, Alejandro Zambra, Marcelo Mellado, Ignacio Echevarría, Álvaro Díaz, Pedro Peirano, Alfredo Jocelyn-Holt, Enrique Vila-Matas, entre d'altres.

## Humor i seccions
Els seus principals dards es dirigeixen contra tot el relatiu a la dictadura, el Partit Comunista, la Concertació, la dreta, l'Església Catòlica, en poder en general i fins i tot als personatges de la faràndula local. També sol mofar-se de minories ètniques i sexuals i dels sectors populars (encara que en la seccions que no són d'humor solen defensar-les). En general, el setmanari defensa postures de tendència liberal en temes sexuals, econòmics i socials, si bé també sotmet aquestes a la seva crítica mordaç.
A més de les columnes d'opinió, la publicació compta amb seccions permanents de tall humorístic tals com el desaparegut «El confesionario de Fray Yuyo» (on els lectors confessaven els seus pecats a un capellà poc ortodox), «La carne» (amb les confessions sexuals d'una jove de classe alta) o «Los pataches de Don Tinto» (amb consells culinaris).
Algunes d'aquestes columnes han estat compilades en llibres, com són els casos de La carne, l'escriptora de la qual signa sota el pseudònim de Carolina Errázuriz Mackenna; La cosa, secció on l'autora descriu esdeveniments relatius la seva pròpia vida, a manera de memòries, i que és escrita per la periodista Leo Marcazzolo; i Historia Nacional de la Infamia, secció on es narren els fets més foscos de la història de Xile, per exemple, el sorgiment del nazisme xilè de la mà de Jorge González von Marées o de la sinistra mentalitat de Benjamín Vicuña Mackenna envers la gent d'escassos recursos, secció escrita per Gonzalo Peralta i de la qual existeix una compilació de quatre capítols publicada el 2006.

## Polèmiques
El periodista argentí Enrique Symns, en retirar-se del setmanari, va generar una polèmica en afirmar que The Clinic havia tingut una conducta condescendent o encobridora envers Adolfo Couve, qui hauria comès actes abusius amb un menor.